# احمد جمعه
احمد جمعه (عربی: أحمد علي جمعة؛ زادهٔ ۸ اکتبر ۱۹۹۲) بازیکن فوتبال اهل بحرین است.
وی همچنین در تیم ملی فوتبال بحرین بازی کرده‌است.